# Hans Ulrik
Hans Ulrik (født 28. september 1965 i København) er en dansk saxofonist.
Hans Ulrik har spillet med en lang række danske og udenlandske musikere, foruden at have indspillet foreløbig ni plader som leder.
Senest er hans indspilninger med gruppen Hans Ulrik Jazz and Mambo blevet meget anmelderrost.
Som sideman har bl.a. samarbejdet med Frans Bak været meget udbytterigt. De to spiller ligeledes sammen i Santa Cruz.
Hans Ulrik er førstetenorsaxofonist i DR Big Band.
Hans Ulrik mestrer foruden tenorsaxofonen en række andre træblæseinstrumenter, herunder blokfløjte, pennywhistle, sopransaxofon og klarinet.
Udover den mere sofistikerede jazzmusik som Ulrik normalt forbindes med, har han også spillet med en del popmusikere, herunder Trine Dyrholm, Lex & Klatten, Det brune punktum og Lene Siel.
Med DR Big Bands chefdirigent Miho Hazama var han omdrejningspunkt i DRs tv-serie Hun roder med den danske sangskat fra 2023.
Hans Ulrik er ud af Jensen-familien fra Farsø som søn af professor Emmerik Jensen, Johannes V. Jensens yngste søn.
Han er fætter til læge Gorm Boje Jensen.

## Diskografi
Hans Ulrik har udgivet flg. CD’er i eget navn
- Hans Ulrik Fusion (1989)
- Ulrik/Hess Quartet (1990)
- Day After Day (1992)
- Strange World (1994)
- Danske Sange (1998) (med Thomas Clausen)
- Jazz & Mambo  (1999)
- Shortcuts (2000)
- Jazz & Latin Beats (2001)
- Trio (2002) (med Swallow/Johansen)
- Danish Standards (2003)
- Blue & Purple (2004)
- Tin Pan Aliens (2005) (med Swallow/Johansen)
- Other People, Other Plans (2005) (med Klüvers Big Band)
- Tribal Dance (2006)
- Believe in Spring (2007) (med Swallow/Johansen)
- Slow Procession (2009)